# Lintjärnen (Mora socken, Dalarna, 677009-145374)
Lintjärnen är en sjö i Mora kommun i Dalarna och ingår i Dalälvens huvudavrinningsområde.